# Austin Adams (baseball, 1986)
Pour les articles homonymes, voir Austin Adams et Adams.
Austin David Adams (né le 19 août 1986 à Montgomery, Alabama, États-Unis) est un lanceur de relève droitier des Ligues majeures de baseball.

## Carrière
Austin Adams est repêché au 27e tour de sélection par les Brewers de Milwaukee en 2008 alors qu'il est étudiant dans une école secondaire d'Alabama, mais il repousse l'offre et rejoint l'Université Faulkner. Il signe son premier contrat professionnel avec les Indians de Cleveland, qui en font leur choix de 5e ronde au repêchage des joueurs amateurs en 2009.
Adams fait ses débuts dans le baseball majeur avec Cleveland le 12 juillet 2014 comme lanceur de relève face aux White Sox de Chicago.
En 53 matchs joués en 3 saisons à Cleveland, de 2014 à 2016, Adams compte deux victoires mais une moyenne de points mérités de 6,29 en 58 manches et deux tiers lancées.
Cleveland l'échange aux Angels de Los Angeles le 10 février 2017.